# 日本実業団陸上競技連合
一般社団法人日本実業団陸上競技連合（にほんじつぎょうだんりくじょうきょうぎれんごう、英語：Japan industrial track & field association、JITA）は、日本各地の地域実業団陸上競技連盟を統轄する団体。日本陸上競技連盟（JAAF）の協力団体。全日本実業団対抗駅伝競走大会（ニューイヤー駅伝）など日本全国規模の実業団の陸上競技大会を主催していることで知られている。

## 概要
本連合は1957年（昭和32年）に設立したが、その4年前の1953年に第1回全日本実業団対抗陸上競技選手権大会が開催された。これを機に地域の実業団連盟がつくられるようになり、1955年（昭和30年）に関西実業団陸上競技連盟と中部実業団陸上競技連盟が結成された。この動きに他地域の連盟結成に影響を与えるとともに連合結成へ動き出すようになり、1957年の実業団対抗陸上が開催される小田原市で日本実業団連合結成を目標にすることになった。1957年に西日本実業団陸上競技連盟（1965年に九州実業団陸上競技連盟に改称）と東日本実業団陸上競技連盟が結成され、その直後に日本実業団陸上競技連合が発足した。初代会長には川崎重工業の手塚敏雄が就いた。日本実業団連合結成後も地域の実業団連盟の再編が行われ、1961年（昭和36年）に中国実業団陸上競技連盟が関西から分離、1971年（昭和46年）に北陸実業団陸上競技連盟が中部から分離して発足した。
日本実業団連合は毎年夏に北海道で、冬に沖縄や宮崎などで種目別の強化合宿を実施するとともに、定期的に日本国外にも選手派遣を行うなど選手強化にも取り組んでいる。
2015年（平成27年）7月1日付で一般社団法人へ移行。

## 主催大会
- 全日本実業団対抗陸上競技選手権大会
- 実業団・学生対抗陸上競技大会
- 全日本実業団対抗女子駅伝大会（クイーンズ駅伝 in 宮城）
- 全日本実業団対抗駅伝大会（ニューイヤー駅伝）
- 全日本実業団ハーフマラソン

## 傘下団体
- 東日本実業団陸上競技連盟
- 中部実業団陸上競技連盟
- 北陸実業団陸上競技連盟
- 関西実業団陸上競技連盟
- 中国実業団陸上競技連盟
- 九州実業団陸上競技連盟